# Чермак, Виктор
Виктор Чермак (пол. Wiktor Czermak; 10 августа 1863, Янов, Королевство Галиции и Лодомерии, Австро-Венгрия (ныне Ивано-Франково, Яворовского района Львовской областиУкраина) — 14 марта 1913, Краков) — польский историк, педагог, профессор Ягеллонского университета, доктор наук. Член-корреспондент Академии знаний в Кракове.

## Биография
Сын старосты дрогобычского округа. После окончания гимназии в Дрогобыче, поступил во Львовский университет, где изучал историю под руководством профессора К. Лиске. В 1887 получил докторскую степень, защитив диссертацию на тему о деле Любомирского.
В 1889—1891 принимал участие в ученой экспедиции, снаряженной краковской академией в Рим для исследования материалов по истории Польши в ватиканском архиве, также занимался научными исследованиями в архивах Берлина и Венеции. С 1891 работал в Ягеллонском университете. Заведовал исторической библиотекой (1891—1897).
После хабилитации в 1895 — доцент кафедры общей истории, с 1899 — профессор, заведующий кафедрой истории Австрии (до 1904), затем руководил кафедрой истории Польши (1904—1910).
С 1891 — адъюнкт Академии знаний в Кракове. В следующем году стал членом Исторической комиссии Ягеллонского университета, в 1902 — член-корреспондент Академии знаний.

## Научная деятельность
Область научных интересов Виктора Чермака — общая современная история, политическая история Польши XVII века, польско-шведские отношения в XVII—XVIII веках, ход русско-польской войны 1660.
Осуществил критический анализ переписки короля Яна III Собеского и Марии Казимиры де Лагранж д’Аркьен, а также корреспонденции Марии Лещинской.
Занимался проблемами православных в Литве XV и XVI вв.
Отредактировал историю Польши до X века для её иллюстрированного издания в 1905. Подготовил к изданию целый ряд исторических трудов.

## Избранная библиография
- Przeprawa Czarnieckiego na wyspę Alsen (1884)
- Szczęśliwy rok. Dzieje wojny moskiewsko-polskiej w roku 1660 (1886—1889)
- Polska, Francja i Szwecja XVII i XVIII wieku (1887)
- Francja i Polska w XVII i XVIII wieku (1889)
- Próba naprawy Rzeczypospolitej za Jana Kazimierza (1891)
- Ostatnie lata Jana Kazimierza (1892)
- Jakoba Gorskiego Rada Panska, 1597 (1892)
- Bellum Polono-Moschicum Ad Czudnow A. D. 1660 Expeditum (1892)
- Z czasów Jana Kazimierza (1893)
- Roczniki, 1647—1656 (1897) (в соавт.)
- Uniwersytet Jagielloński w czterech ostatnich wiekach (1900)
- Studia historyczne (1901)
- Polonia… Marcina Kromera (1901)
- Illustrowane dzieje Polski: od początków do X wieku (1935)
- Sprawa Lubomirskiego w 1664
- Szczęsliwy rok, dzieje wojny moskiewsko-polskiej w r. 1660
- Z czasów Jana Kazimierza" (1893)
- Plany wojny tureckiej Wladyslawa IV и др.

Подготовил много известных польских историков.